# Morro do Leme

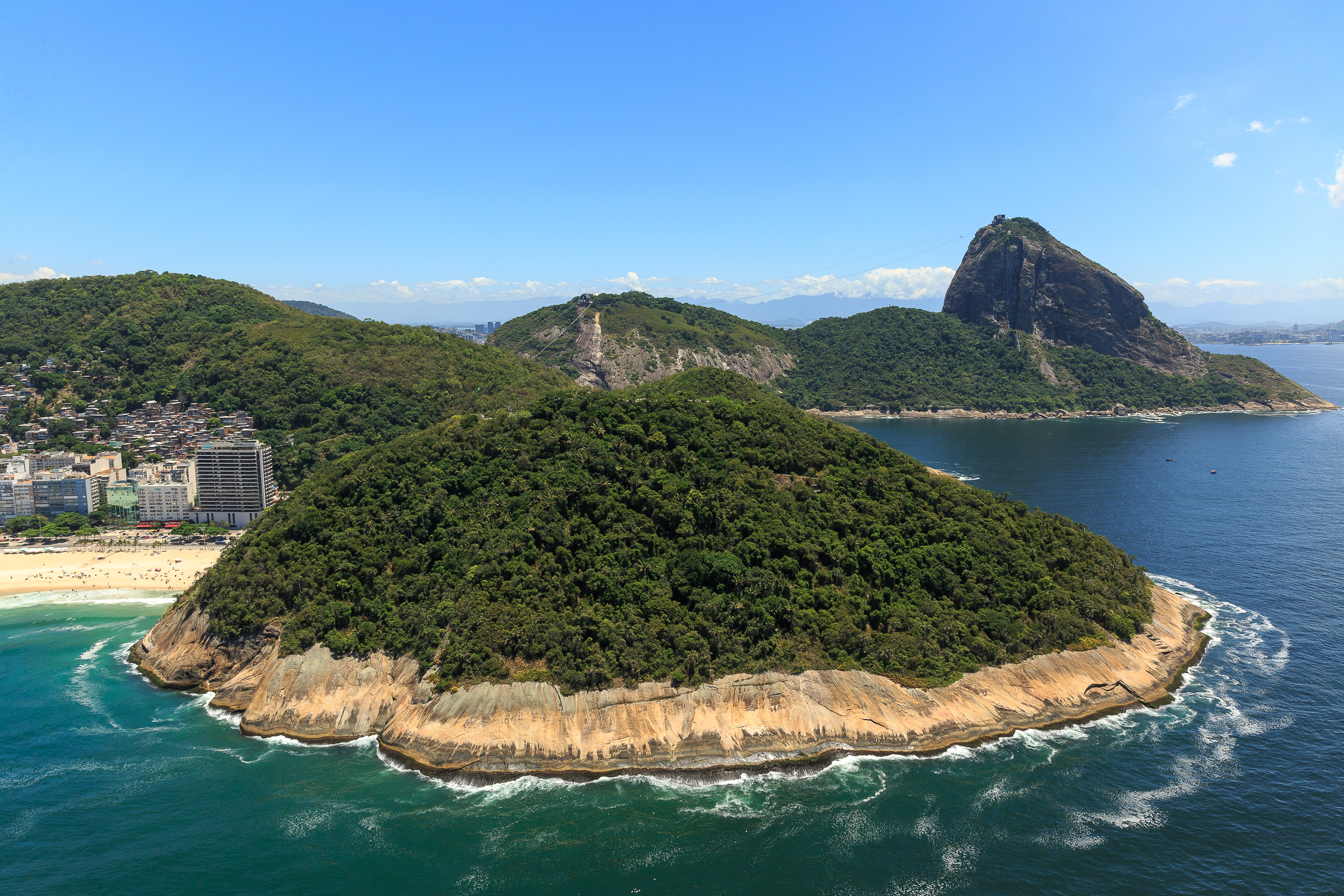
Vista aérea do Morro do Leme, em 2017.

O Morro do Leme é um morro situado no bairro do Leme, na Zona Sul da cidade do Rio de Janeiro. Com 124 metros de altitude, localiza-se ao lado da Praia do Leme e do Morro dos Urubus.
O morro possui 12 hectares de Mata Atlântica nativa, além 16 hectares de mata de reflorestamento. Compõem a vegetação do morro: palmeiras-indaiá, jerivás, figueiras, ipês-amarelo, freijós, carapeteiras, quaresmeiras, paineiras-das-pedras, bromélias, cactos e orquídeas.
Em seu cume, situa-se o Forte Duque de Caxias, que foi parte do sistema defensivo da cidade. O forte foi construído originalmente entre 1776 e 1779, tendo sido reconstruído entre 1913 e 1919. No sopé do morro, situa-se o Centro de Estudos de Pessoal, um estabelecimento de ensino superior e técnico do Exército Brasileiro.
O morro está inserido em uma Área de Proteção Ambiental (APA). Criada em 12 de novembro de 1990 por meio do Decreto Nº 9.779, a APA engloba também o Morro dos Urubus, a Pedra do Anel, a Praia do Anel e a Ilha da Cotunduba.